# 拉科隆布
拉科隆布（法語：La Colombe，法語發音：[la kɔlɔ̃b]）是法国芒什省的一个市镇，属于圣洛区。

## 地理
拉科隆布（48°52'28"N, 1°10'57"W）面积14.37 平方千米，位于法国诺曼底大区芒什省，该省份为法国西北部沿海省份，西、北、东北三面环大西洋，东起顺时针与卡爾瓦多斯省、奧恩省、马耶讷省和伊勒-维莱讷省接壤。
与拉科隆布接壤的市镇（或旧市镇、城区）包括：贝隆、拉布卢蒂耶尔、蒙布赖、诺曼底地区佩尔西、圣塞西尔、维勒迪约莱波埃勒-鲁菲尼。

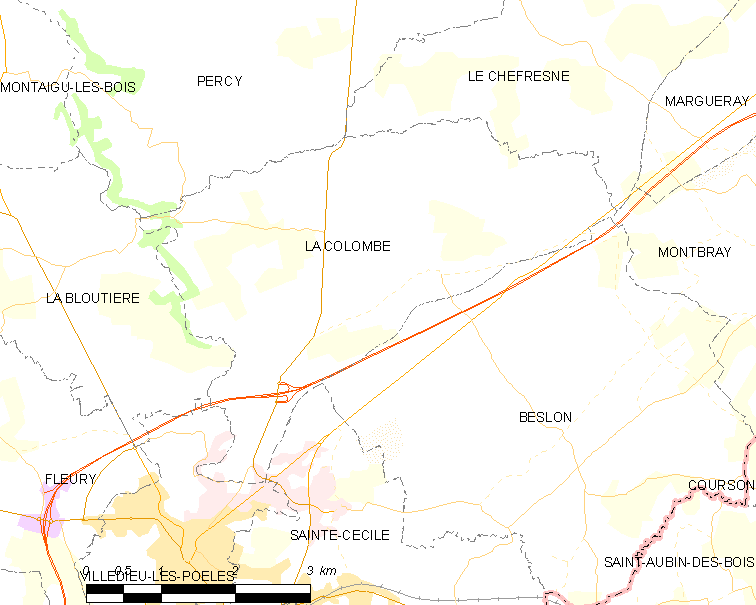
拉科隆布的OSM定位图

拉科隆布的时区为UTC+01:00、UTC+02:00（夏令时）。

## 行政
拉科隆布的邮政编码为50800，INSEE市镇编码为50137。

## 政治
拉科隆布所属的省级选区为维勒迪约莱普瓦勒-鲁菲尼县。

## 人口

1962-2008年间拉科隆布人口变化图示

拉科隆布于2022年1月1日时的人口数量为627人。